# Сент-Мари (Верхние Пиренеи)
Сент-Мари́ (фр. Sainte-Marie, окс. Senta Maria) — коммуна во Франции, находится в регионе Юг — Пиренеи. Департамент — Верхние Пиренеи. Входит в состав кантона Молеон-Барус. Округ коммуны — Баньер-де-Бигор.
Код INSEE коммуны — 65391.

## География

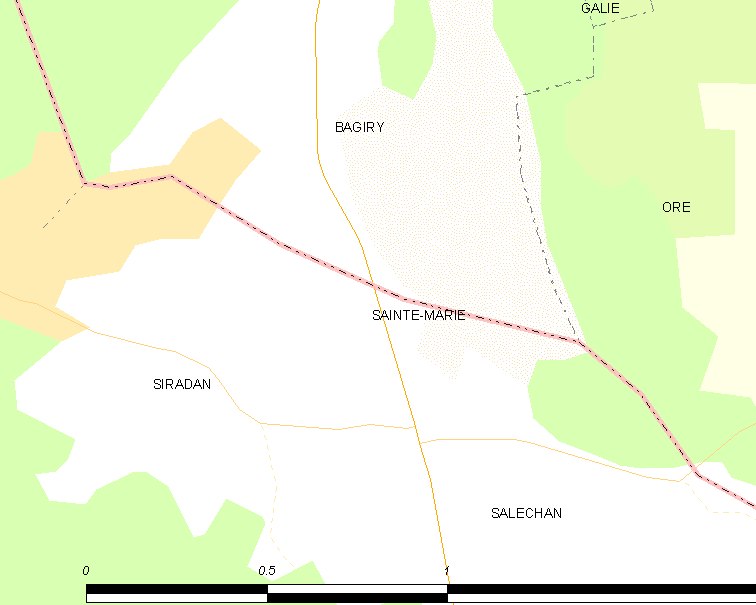
Карта коммуны

Коммуна расположена приблизительно в 670 км к югу от Парижа, в 100 км юго-западнее Тулузы, в 55 км к юго-востоку от Тарба.

## Климат
Климат умеренно-океанический с солнечной тёплой погодой и обильными осадками на протяжении практически всего года.

## Население
Население коммуны на 2010 год составляло 32 человека.
| 1962 | 1968 | 1975 | 1982 | 1990 | 1999 | 2010 |
| ---- | ---- | ---- | ---- | ---- | ---- | ---- |
| 20   | 12   | 28   | 37   | 31   | 26   | 32   |

## Администрация
| Период | Период | Фамилия       | Партия                  | Примечания |
| ------ | ------ | ------------- | ----------------------- | ---------- |
| 1967   | 2014   | Андре Эспаньо | Социалистическая партия |            |
| 2014   | 2020   | Андре Дюран   |                         |            |

## Экономика
В 2010 году среди 20 человек трудоспособного возраста (15-64 лет) 14 были экономически активными, 6 — неактивными (показатель активности — 70,0 %, в 1999 году было 77,3 %). Из 14 активных жителей работали 13 человек (5 мужчин и 8 женщин), безработным был 1 мужчина. Среди 6 неактивных 1 человек был учеником или студентом, 4 — пенсионерами, 1 был неактивным по другим причинам.